# Mes Souliers Sont Rouges
Mes souliers sont rouges ist eine französische Gesangs- und Musikgruppe. 

## Geschichte
Sie gaben ihr Debüt 1991 in Caen in der Normandie. Ihr Repertoire besteht vor allem aus humoristischen und traditionellen Stücken, die von der Tradition Québecs inspiriert sind. Die ersten Alben enthalten traditionelle neuarrangierte Chansons aus Québec wie „La poule à Colin“, Frankreich wie „Vive la rose“ oder Acadiana wie „L'arbre est dans ses feuilles“. Die neueren Alben enthalten dagegen auch zahlreiche eigene Kompositionen, die stilistisch gleichartig sind. Die Gruppe hat große Bühnenerfahrung und animiert die Zuhörer zum Tanzen und zur Teilnahme am Auftritt.
Seit dem Weggang von François Boros Ende 2004 war keines der Gründungsmitglieder mehr in der Gruppe vertreten. Die Letzteren gaben 2005 unter dem Namen „Six pieds sur terre“ einige Konzerte. 2011 kam es schließlich zur Reunion.
Bestehend aus fünf Mitgliedern, die auch alle singen, nutzt die Gruppe die Gitarre, die Violine, den Kontrabass, das Akkordeon, die Mandoline, das Banjo, die Posaune, Percussion und die Stimme als Instrument (oft als „A cappella“).

## Diskografie

### Alben
| Jahr | Titel           | Höchstplatzierung, Gesamtwochen, AuszeichnungChartplatzierungen (Jahr, Titel, Platzierungen, Wochen, Auszeichnungen, Anmerkungen) | Höchstplatzierung, Gesamtwochen, AuszeichnungChartplatzierungen (Jahr, Titel, Platzierungen, Wochen, Auszeichnungen, Anmerkungen) | Anmerkungen |
| Jahr | Titel           | FR | BEW | Anmerkungen |
| ---- | --------------- | --- | --- | ----------- |
| 2001 | Proches         | FR66 (11 Wo.)FR | BEW41 (4 Wo.)BEW |             |
| 2003 | 5               | FR71 (6 Wo.)FR | BEW48 (2 Wo.)BEW |             |
| 2005 | Une heure déjà  | FR50 (6 Wo.)FR | BEW99 (2 Wo.)BEW |             |
| 2019 | Ce qui nous lie | FR66 (1 Wo.)FR | — |             |

Weitere Alben
- 1995: Tape la galoche
- 1997: Gaillardises
- 1998: En dehors des clous

### Singles
| Jahr | Titel Album                                 | Höchstplatzierung, Gesamtwochen, AuszeichnungChartplatzierungen (Jahr, Titel, Album, Platzierungen, Wochen, Auszeichnungen, Anmerkungen) | Höchstplatzierung, Gesamtwochen, AuszeichnungChartplatzierungen (Jahr, Titel, Album, Platzierungen, Wochen, Auszeichnungen, Anmerkungen) | Anmerkungen |
| Jahr | Titel Album                                 | FR | BEW | Anmerkungen |
| ---- | ------------------------------------------- | --- | --- | ----------- |
| 2001 | Quand plus rien ne va (la turlutte) Proches | FR82 (3 Wo.)FR | BEW12 (14 Wo.)BEW |             |

### Videoalben
- 2011: Mes Souliers Sont Rouges - Retour aux sources